# Karugampattur
Karugampattur es una ciudad censal situada en el distrito de Vellore en el estado de Tamil Nadu (India). Su población es de 6343 habitantes (2011). Se encuentra a 6 km de Vellore y a 88 km de Tiruvannamalai.

## Demografía
Según el censo de 2011 la población de Karugampattur era de 6343 habitantes, de los cuales 3145 eran hombres y 3198 eran mujeres. Karugampattur tiene una tasa media de alfabetización del 82,59%, superior a la media estatal del 80,09%: la alfabetización masculina es del 89,33%, y la alfabetización femenina del 76,04%.